# 藤堂省
藤堂 省（とうどう さとる、1947年10月30日 - ）は、日本の医学者。北海道大学名誉教授。専門は、外科学、移植外科、特に臓器移植に関する研究。

## 略歴
鹿児島県国分市出身。福岡県立福岡高等学校、九州大学医学部卒業。学位は医学博士（九州大学、1991年）。
九州大学医学部助手を経てアメリカ合衆国ピッツバーグ大学医学部に移籍しフェロー/准教授/教授を歴任。1997年に北海道大学大学院医学研究科外科治療学講座消化器外科・一般外科分野教授。2011年3月に北海道大学を定年退職。同年4月北海道大学大学院医学研究科移植外科学講座特任教授。2013年より聖マリア学院大学大学院看護学研究科教授・聖マリア病院研究所所長に就任。
1997年6月には国会の臓器移植特別委員会の公聴会に公述人として出席し「米国では13年間に脳死患者からの臓器摘出を300例から400例行い、実際に肝臓移植の手術を1994年まで1,000症例を経験した」と述べた。1999年2月に行われた国内初の脳死移植で肝臓摘出チームの中心となり、心臓、腎臓、角膜などのチームを統率した。
移植医としての手腕について、「神の手を持つ」と称されたこともある。2022年ピッツバーグ大学よりトーマス・E・スターズル賞を受賞。
一方で、北海道大学による「名義貸し事件」（地方病院で勤務したように見せ掛け、報酬を受け取る大学ぐるみの不正事件）では、数千万円に及ぶ顧問料を受け取ったと報じられた。